# Уцтивицька сотня
Устивицька сотня (1648—1782 рр.) — військово-територіальна одиниця Війська Запорозького з центром у м-ку Устивиця. Сформувалася восени 1648 як військово-територіальний підрозділ Миргородського полку. Як адміністративна одиниця закріплена Зборівським миром та Реєстром 1649 у складі 131 козака. В присяжних списках 1654 дані про сотню відсутні. Також у цей час сотня могла зватися Жигимонтівська, бо тоді паралельно з назвою Устивиця вживалася польська назва Zygmuntów. Короткотерміново у 1661—1663 сотня була в складі Кременчуцького полку, у 1663—1782 рр. — знову в Миргородському полку. Ліквідована 1782. Територія сотні розподілена між Хорольським та Миргородським повітами Київського намісництва.
Сотники: Хміль Василь (1649), Майдан Іван (1672), Лук'яненко Іван (1676—1682), Стефанович Григорій (1694), Барло Тимофій Якубович (1712—1713; 1731, н.), Івашинський Федір (1719), Власенко Андрій (1721), Ярослав Іван (1722), Тимошенко Максим (1722 с-к; 1725, н.) Короленко Василь Петрович (1729—1735), Улезько Андрій (1730, н.), Тимошенко Василь (1737), Ламан Дмитро (1739 — 1744), Любченко Макар (1741, н.), Каракаш Кирило (1749 —1760), Карась Остап (1772), Дембровський Михайло (1779), Гришков Аврам (1780).
Населені пункти сотні в 1726—1730 рр.: городок Устивиця (Уцтивиця), села Матяшівка, Злодіївка.
Населені пункти сотні в 1750-х рр.: місто Устивиця, села Матяшівка, Злодіївка.
Джерела:
1. Адміністративно-територіальний устрій Лівобережної України 50-х рр. XVIII ст. Каталог населених пунктів (за матеріалами архівних податкових реєстрів). — К. 1990. — с. 48.
2. Заруба В. М. Адміністративно-територіальний устрій та адміністрація Війська Запорозького у 1648—1782 роках. — Дніпропетровськ: Ліра ЛТД, 2007. — с. 212.
3. Хорольщина та навколишні землі в Генеральному слідстві про маєтності 1729—1731 рр.: науково-довідкове видання / укладач Микола Костенко; передмова Павла Сацького. — К., 2014. — с. 93 —94.
4. Карта України Боплана (сер. XVII ст.).